# ブリャチスラフ・スヴャトポルコヴィチ
ブリャチスラフ・スヴャトポルコヴィチ（スヴャトポルチチ）(ロシア語: Брячислав Святополкович(Святополчич)、1104/5年 - 1127年3月28日）は、トゥーロフ公・キエフ大公スヴャトポルクの年少の子である。

## 生涯
ブリャチスラフは、誕生と死亡についてのみ記録が残されている。誕生に関しては、父スヴャトポルクがキエフ大公在任中に誕生し、ブリャチスラフと名づけられたことが記されている。なお、母はスヴャトポルクの二人目の妻であるポロヴェツ族長トゥゴルカンの娘である。その所領については記されておらず、1110年頃にトゥーロフ公に着任したとする説、トゥーロフ公国もしくはヴォルィーニ公国内にわずかな所領を有していたとする説がある。そして、年代記には、1127年3月28日に死亡し、4月5日に埋葬されたことが記されている。妻子に関する記録は残されていない。
なお、2009年にキエフの聖ソフィア大聖堂の壁面上に発見された碑文から、ブリャチスラフの聖名がパーヴェルであったことが確認されている。